# بولي أدلر
بولي أدلر (بالإنجليزية: Polly Adler)‏ هي كاتبة سير ذاتية أمريكية، ولدت في 16 أبريل 1900 في Ivanava ‏ في روسيا البيضاء، وتوفيت في 11 يونيو 1962.